# Az ártatlanság és a tapasztalás dalai

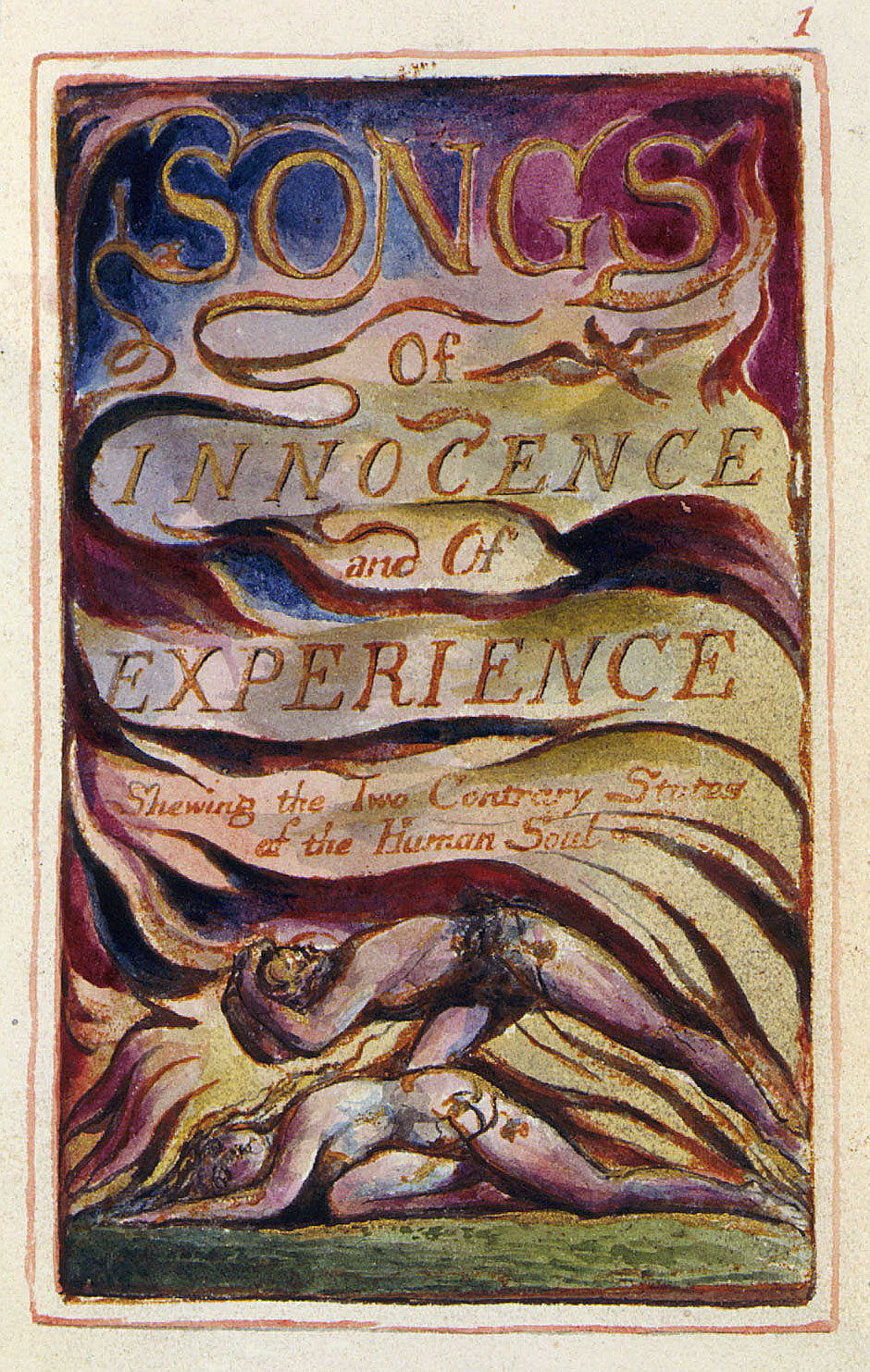
Blake saját illusztrációja Az ártatlanság és a tapasztalás dalaihoz

Az ártatlanság és a tapasztalás dalai (Songs of Innocence and of Experience: Shewing the Two Contrary States of the Human Soulare) az angol költő és festő, William Blake két verseskötetének címe. Habár Az ártatlanság dalai először önállóan jelentek meg 1789-ben, úgy tartják, hogy A tapasztalás dalai mindig elválaszthatatlan része volt a teljes műnek, melyet 1794-től adtak ki egyben.
Az ártatlanság dalai a természetes ártatlanságát és örömét írják le, éltetik az önzetlen szeretetet és az Istennel való szorosabb kapcsolatot. Ebben a könyvben található a híres Blake költemény, „A bárány” (The Lamb). Ezek a költemények általában pozitív kicsengésűek, pásztorénekhez hasonlatosak és gyermekekről illetve az ő szemszögükből mesélnek.
Ezzel tökéletesen ellentétesen, A tapasztalás dalai inkább a felnőttkor anyagi világa és annak erkölcsi bűneiből fakadó romlottság, egyszóval a gyermeki ártatlanság elvesztéséről szólnak, mint például a „A tigris” (The Tyger). Itt már komor hangulatú versek szerepelnek, melyek sokkal komolyabb témákat boncolgatnak. A két könyv versei közül a többség párosítható, oly módon, hogy egy bizonyos helyzetet kétféleképpen fest meg, egyet az „ártatlanság”, másikat pedig a "tapasztalás" szűrőjén keresztül.
A francia forradalom szörnyűségekkel teli végződése komoly hatással volt Blake emberi jóságba vette hitére, amely sok mindent megmagyaráz költeményeinek hangulatáról. Blake hitt abban, hogy az ártatlanság és a tapasztalás „az emberi lélek két ellentétes állapotát” („the two contrary states of the human soul”) jelenti, valamint, hogy az igazi ártatlanság lehetetlen tapasztalás nélkül.

## Az ártatlanság dalai
A kötet a következő versekből áll, melyekhez Blake saját illusztrációkat is készített. Zárójelben a fordítók nevei láthatók:
Magyar címek:
- Bevezetés (Gergely Ágnes)
- A pásztor (Weöres Sándor)
- Az echo-teli zöld (Devecseri Gábor)
- A bárány (Weöres Sándor)
- A néger kisfiú (Szabó Magda)
- A szirom (Képes Géza)
- A kéményseprő (Kormos István)
- Az elveszett fiúcska (Tellér Gyula)
- A megtalált fiúcska (Tellér Gyula)
- Kacagó dal (Gergely Ágnes (költő)|Gergely Ágnes)
- Bölcsődal (Weöres Sándor)
- Az isteni ábrázat (Kardos László)
- Áldozócsütörtök (Kardos László)
- Éj (Szabó Magda)
- Tavasz (Weöres Sándor)
- Dajkadal (Tellér Gyula)
- Csecsemő öröm (Jánosi István)
- Álom (Tandori Dezső)
- A mások bánata (Tótfalusi István)

Eredeti címek:
- (Introduction)
- (The Shepherd)
- (The Echoing Green)
- (The Lamb)
- (The Little Black Boy)
- (The Blossom)
- (The Chimney Sweeper)
- (The Little Boy Lost)
- (The Little Boy Found)
- (Laughing Song)
- (A Cradle Song)
- (The Divine Image)
- (Holy Thursday)
- (Night)
- (Spring)
- (Nurse's Song)
- (Infant Joy)
- (A Dream)
- (On Another's Sorrow)

## A tapasztalás dalai

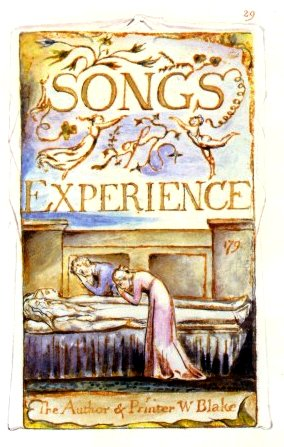
Blake A tapasztalás dalai kötetének 29. oldalon található illusztrációja.

Zárójelben a fordítók nevei láthatók:
Magyar címek:
- Bevezetés (Gergely Ágnes)
- A föld válasza (Gergely Ágnes)
- A göröngy és a kavics (Somlyó György)
- Áldozócsütörtök (Tandori Dezső)
- Az elveszett kislány (Hajnal Anna)
- A megtalált kislány (Hajnal Anna)
- Dajka-ének (Gergely Ágnes)
- A kéményseprő (Tandori Dezső)
- A beteg rózsa (Képes Géza)
- A légy (Szabó Lőrinc)
- Az angyal (Vámosi Pál)
- Tigris (Kosztolányi Dezső), illetve A tigris (Szabó Lőrinc)
- Én kedves rózsafám (Gergely Ágnes)
- Ó, napraforgó (Tandori Dezső)
- A liliom (Képes Géza)
- Szerelmek kertje (Tandori Dezső)
- A kis csibész (Kormos István)
- London (Radnóti Miklós)
- Az emberi lényeg (Kardos László)
- A csecsemő bánata (Szabó Magda)
- A méregfa (Gergely Ágnes)
- Az elveszett kisfiú (Vámosi Pál)
- Az elveszett kislány (Hajnal Anna)
- Isteni képmás (Weöres Sándor)
- Bölcsődal
- Az iskolásfiú (Tóth Eszter)
- Tirzához (Somlyó György)
- Az agg bárd szava (Tótfalusi István)

Eredeti címek:
- Introduction
- Earth's Answer
- The Clod and the Pebble
- Holy Thursday
- The Little Girl Lost
- The Little Girl Found
- The Chimney Sweeper
- Nurse's Song
- The Sick Rose
- The Fly
- The Angel
- The Tyger
- My Pretty Rose Tree
- Ah, Sunflower
- The Lily
- The Garden of Love
- The Little Vagabond
- London
- The Human Abstract
- Infant Sorrow
- A Poison Tree
- A Little Boy Lost
- A Little Girl Lost
- A Divine Image
- A Cradle Song
- The Schoolboy
- To Tirzah
- The Voice of the Ancient Bard

## Magyarul
- A tapasztalás dalai. William Blake versei és írásai; ford. Babits Mihály et al.; Interpopulart, Szentendre, 1993 (Populart füzetek)
- Songs of innocence and of experience / Az ártatlanság és a tapasztalás dalai; ford. Erdődi Gábor, előszó Péter Ágnes; General Press, Bp., 2006

## Lásd még
- Angol irodalom
- Magyar irodalom